# 石川戀
石川戀（日语：／ Ishikawa Ren，1993年7月18日—）是日本演员、模特兒、寫真偶像，栃木縣栃木市出身，經紀公司是TEN CARAT。

## 作品

### DVD
- 初恋（2015年4月22日）

### 写真集
- LOVE LETTERS（2016年2月29日，集英社、攝影：樂滿直城、ISBN 978-4087807813）[1]

### 電影
- 人狼處刑遊戲序章：殺戮課程（2015年8月9日，Brilliant Star Films Artist） - 由加里
- 屍體派對 Book of Shadows（2016年7月30日） - 霧崎凍孤
- SCOOP!（2016年10月1日，東宝） - 小戀
- PERFECT REVOLUTION（2017年9月29日，東北新社） - 書店員 和泉
- 一夜再成名（2018年，中国電影） - 主演・薫
- 假面飯店（2019年1月18日，東宝） - 川本美香
- GRAND BLUE 碧藍之海（2020年8月7日，日本華納兄弟） - 吉原愛菜
- 假面飯店：假面之夜（2021年9月17日，東宝） - 川本美香
- 淡淡的山荷葉（2021年10月15日，AEON ENTERTAINMENT）
- 劇場版 主播們的戰爭（2024年8月16日，NAKACHIKA PICTURES） - 保木玲子
- 本を綴る（2024年10月5日，ARK Entertainment） - 伊藤

### 電視劇
- Love Song 第4集（2016年5月2日，富士電視台）
- 東京白日夢女（2017年1月18日 - 3月22日，日本電視台） - 芝田麻美（或譯作芝田實）
  - 東京白日夢女2020（2020年10月7日，日本電視台） - 黑澤麻美
- 警視廳生物系（2017年7月9日 - 9月10日，富士電視台） - 三笠彌生
- 摸魚上班族飴谷甘太朗（2017年7月13日 - 9月29日，東京電視台） - 土橋香奈子
- 黃昏流星群（2018年10月11日 - 12月13日，富士電視台） - 瀧澤美咲
- 殘念刑警（2019年5月5日 - 26日，NHK BS Premium） - 灰田繪奈
  - 還是殘念刑警（2021年3月7日 - 4月25日，NHK BS Premium）
- 世界奇妙物語 '19 秋之特別篇「鍋蓋」（2019年11月9日，富士電視台） - 手嶋由佳
- 福岡戀愛白書15 「不會消失的戀愛煙火」 （2020年3月27日，九州朝日放送） - 主演・小嶋香奈
- 命中注定我愛你～You are my Destiny～（2020年4月11日 - 6月13日，富士電視台） - 白石杏奈
- 所以我化妝 第5集・最終集（2020年11月5日・11月12日，東京電視台） - 月野輪子
- 4段不可思議故事～超常懸疑劇SP「不可思議的護身符」（2020年12月26日，富士電視台） - 田島彩乃
- 警視廳・搜查一課長 season5 第2集（2021年4月22日，朝日電視台） - 矢向直美
- 求愛幼幼班（2021年7月1日 - 9月9日，讀賣電視台・日本電視台） - 谷村結花
- 和田家的男人們（2021年10月22日 - 12月10日，朝日電視台） - 志麻聰美
- 惡女～誰說工作不帥氣？ 第1集・第2集（2022年4月13日 - 20日，日本電視台） - 春田菫
- 騎上獨角獸（2022年7月5日－9月6日，TBS）- 倉田凜花
- silent（2022年10月6日－12月22日，富士電視台）- 井草華
- 致鬱生日（2023年2月8日－3月29日，關西電視台） - 蒼馬咲[2]
- Dr.Chocolate（2023年4月22日－6月24日，日本電視台） - 藪下穗乃花[3]
- 明天，我會成為誰的女友 第二季（2023年5月3日－6月28日，MBS・TBS） - 未來
- 溫柔貓（2023年6月24日－7月29日，NHK綜合台） - ほなみ
- NHK特集「主播們的戰爭」（2023年8月14日，NHK綜合台） - 保木玲子
- 貓男友（2023年10月8日－12月24日，BS東視） - 主演・森川藍
- 純喫茶イニョン（2024年3月30日，富士電視台TWO×ひかりTV共同制作） - 向坂美海
- 小早、我啊。（2024年6月11日－9月3日，TBS） - 國木田紫乃
- GEEKS 第1集（2024年7月4日，富士電視台）- 濱邊理子
- 年下男友2 episode12（2024年11月24日、朝日放送電視台）- 田所
- 本能開關 第2集 - （2025年1月18日 - ，朝日電視台）- 齊藤楓
- 1995～地鐵沙林事件30年 救命現場的聲音～（2025年3月21日，富士電視台）- 川嶋かおり

## 外部連結
- 官方個人介紹 （页面存档备份，存于） - TEN CARAT（日語）
- 石川戀的X（前Twitter）
- 石川戀的Instagram帳戶